# Großnondorf (Gemeinde Sallingberg)
Großnondorf ist eine Ortschaft und eine Katastralgemeinde der Gemeinde Sallingberg im Bezirk Zwettl in Niederösterreich.

## Geografie
Das Dorf liegt nordöstlich von Sallingberg auf einer Anhöhe nördlich der Großen Krems, in die der hier entspringende Nondorfer Bach mündet, und besteht weiters aus der Rotte Grafemühle, die nahe einer Brücke über die Große Krems liegt.

## Geschichte
Der Ort wird 1380 zum ersten Mal schriftlich als Grassen Newndorf genannt, ab 1849 war der Ort selbstständig, zu ihm zählte auch noch das nördlich liegende Grainbrunn sowie die Einzellage Mühlhof (heute nördlich des Flusses liegende Teil von Grafemühle).
Im Jahr 1822 wurde der Ort als Dorf mit 39 Häusern genannt, das nach Grainbrunn eingepfarrt war, wohin auch die Kinder eingeschult wurden. Die Herrschaft Rappottenstein besaß die Ortsobrigkeit, besorgte die Konskription und hatte die Grundherrschaft inne. Die Herrschaft Ottenschlag übte die Landgerichtsbarkeit aus.
Laut Adressbuch von Österreich waren im Jahr 1938 in der Ortsgemeinde Großnondorf zwei Gastwirte, ein Gemischtwarenhändler, ein Schmied, ein Schuster, ein Tischler, ein Viktualienhändler und zahlreiche Landwirte ansässig.
1958 wurde eine kleine Ortskapelle geweiht.
Am 1. Januar 1967 wurde Großnondorf mit Moniholz zur Großgemeinde Grainbrunn vereinigt, diese Gemeinde dann am 1. Januar 1972 ein Teil der Gemeinde Sallingberg.

## Siedlungsentwicklung
Zum Jahreswechsel 1979/1980 befanden sich in der Katastralgemeinde Großnondorf insgesamt 100 Bauflächen mit 46.541 m² und 59 Gärten auf 20.292 m², 1989/1990 gab es 91 Bauflächen. 1999/2000 war die Zahl der Bauflächen auf 256 angewachsen und 2009/2010 bestanden 136 Gebäude auf 276 Bauflächen.

## Bodennutzung
Die Katastralgemeinde ist landwirtschaftlich geprägt. 478 Hektar wurden zum Jahreswechsel 1979/1980 landwirtschaftlich genutzt und 653 Hektar waren forstwirtschaftlich geführte Waldflächen. 1999/2000 wurde auf 433 Hektar Landwirtschaft betrieben und 690 Hektar waren als forstwirtschaftlich genutzte Flächen ausgewiesen. Ende 2018 waren 421 Hektar als landwirtschaftliche Flächen genutzt und Forstwirtschaft wurde auf 694 Hektar betrieben. Die durchschnittliche Bodenklimazahl von Großnondorf beträgt 27,8 (Stand 2010).

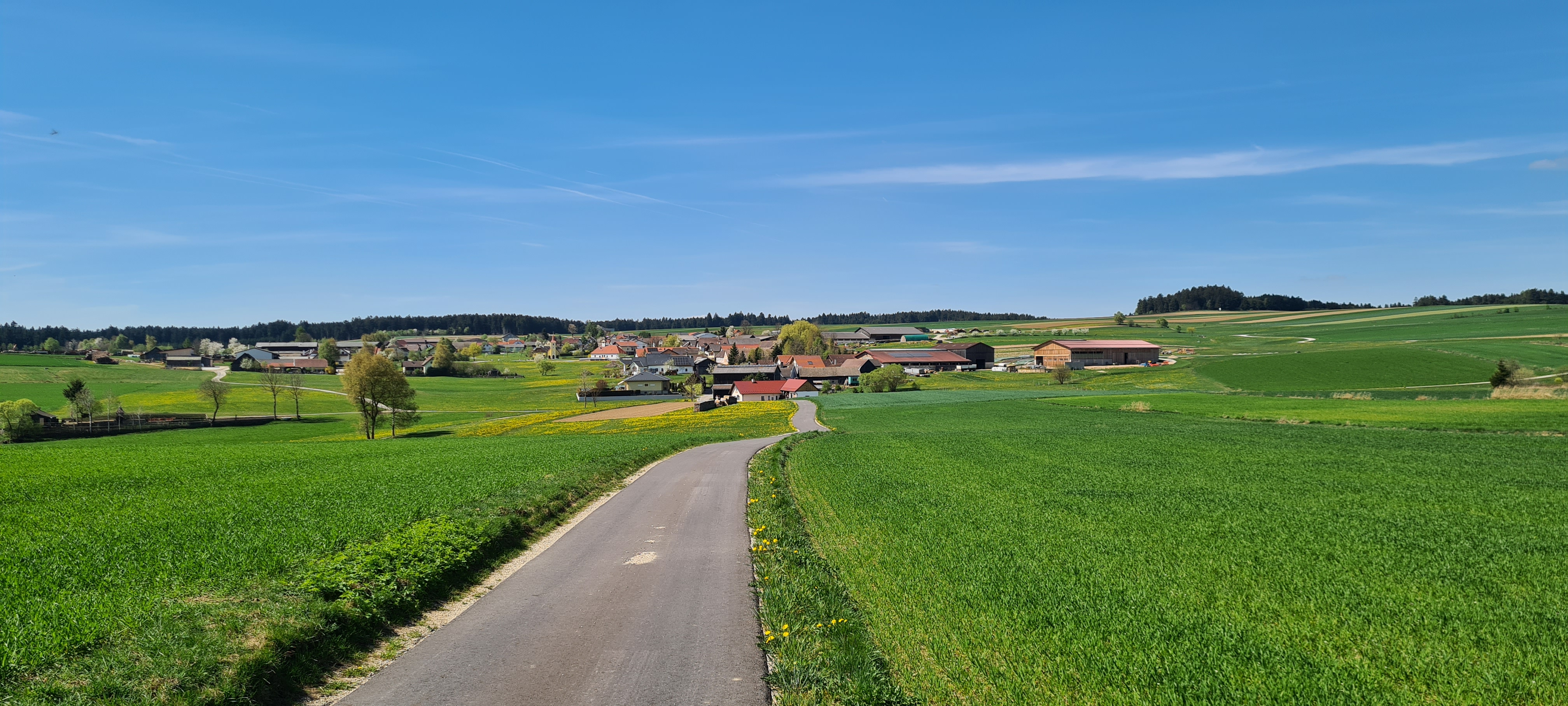
Ortsansicht
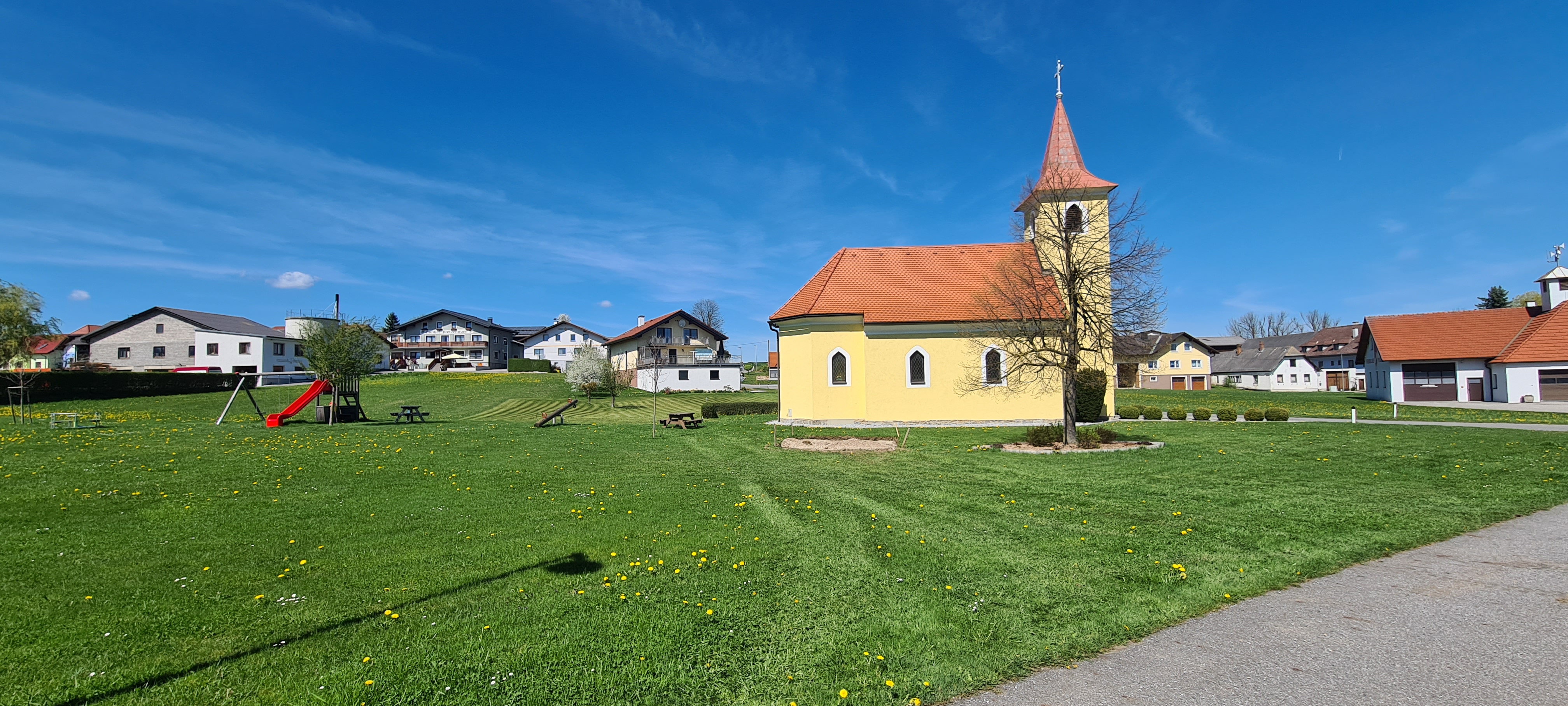
Kapelle und Häuser im Ort